# Gil Vicente Futebol Clube 2011-2012
Questa voce raccoglie le informazioni riguardanti il Gil Vicente Futebol Clube nelle competizioni ufficiali della stagione 2011-2012.

## Rosa
| N. |                       | Ruolo | Calciatore     |
| -- | --------------------- | ----- | -------------- |
| 1  | Brasile (bandiera)    | P     | Adriano        |
| 2  | Brasile (bandiera)    | D     | Rodrigo Galo   |
| 3  | Portogallo (bandiera) | D     | João Pedro     |
| 4  | Portogallo (bandiera) | D     | Sandro         |
| 5  | Portogallo (bandiera) | C     | Rui Faria      |
| 6  | Portogallo (bandiera) | D     | Daniel Faria   |
| 8  | Portogallo (bandiera) | C     | Pedro Moreira  |
| 9  | Portogallo (bandiera) | A     | Tó Barbosa     |
| 10 | Portogallo (bandiera) | C     | André Cunha    |
| 13 | Senegal (bandiera)    | A     | Yero           |
| 16 | Brasile (bandiera)    | D     | Paulão         |
| 19 | Brasile (bandiera)    | C     | Maurinho       |
| 20 | Brasile (bandiera)    | D     | Éder Sciola    |
| 21 | Portogallo (bandiera) | P     | Jorge Baptista |

| N. |                       | Ruolo | Calciatore     |
| -- | --------------------- | ----- | -------------- |
| 22 | Portogallo (bandiera) | D     | Paulo Arantes  |
| 25 | Portogallo (bandiera) | C     | César Peixoto  |
| 29 | Brasile (bandiera)    | A     | Roberto        |
| 40 | Brasile (bandiera)    | C     | Guilherme      |
| 44 | Brasile (bandiera)    | D     | Cláudio        |
| 54 | Brasile (bandiera)    | D]    | Halisson       |
| 58 | Brasile (bandiera)    | A     | Luis Carlos    |
| 66 | Portogallo (bandiera) | C     | Luís Manuel    |
| 77 | Portogallo (bandiera) | C     | João Vilela    |
| 79 | Portogallo (bandiera) | P     | Murta          |
| 80 | Brasile (bandiera)    | D     | Júnior Caiçara |
| 89 | Brasile (bandiera)    | C     | Richard        |
| 99 | Capo Verde (bandiera) | A     | Zé Luís        |